# Carreira e Fonte Coberta
Carreira e Fonte Coberta (oficialmente: União das Freguesias de Carreira e Fonte Coberta) é uma freguesia portuguesa do município de Barcelos, com 5,29 km² de área e 2022 habitantes (censo de 2021). A sua densidade populacional é 382,2 hab./km².

## História
Foi constituída em 2013, no âmbito de uma reforma administrativa nacional, pela agregação das antigas freguesias de Carreira e Fonte Coberta e tem sede em Carreira.
Esta agregação acabou com uma das particularidades do concelho de Barcelos: o facto de até aí ter tido uma das poucas freguesias portuguesas territorialmente descontínuas (Carreira).

Antigas freguesias que deram origem à União das Freguesias de Carreira e Fonte Coberta (Barcelos).

## Política
Rui Manuel Dias Faria é o presidente desde 2013 (venceu com 40,08% dos votos), tendo servido o segundo mandato a partir de 2017 (69,40% dos votos) e o terceiro mandato com a vitória nas Eleições autárquicas portuguesas de 2021 (77,99% dos votos).

## Demografia
A população registada nos censos foi:
| Distribuição da População por Grupos Etários | Distribuição da População por Grupos Etários | Distribuição da População por Grupos Etários | Distribuição da População por Grupos Etários | Distribuição da População por Grupos Etários | Distribuição da População por Grupos Etários |
| -------------------------------------------- | -------------------------------------------- | -------------------------------------------- | -------------------------------------------- | -------------------------------------------- | -------------------------------------------- |
| Antes da agregação                           |                                              |                                              |                                              |                                              |                                              |
| Ano                                          | 0-14 anos                                    | 15-24 anos                                   | 25-64 anos                                   | >= 65 anos                                   | Total                                        |
| 2001                                         | 426                                          | 409                                          | 1138                                         | 220                                          | 2193                                         |
| 2011                                         | 336                                          | 255                                          | 1181                                         | 261                                          | 2033                                         |
| Após a agregação                             |                                              |                                              |                                              |                                              |                                              |
| Ano                                          | 0-14 anos                                    | 15-24 anos                                   | 25-64 anos                                   | >= 65 anos                                   | Total                                        |
| 2021                                         | 251                                          | 242                                          | 1150                                         | 379                                          | 2022                                         |